# 2023-as Formula–1 azeri nagydíj
Az azeri nagydíj volt a 2023-as Formula–1 világbajnokság negyedik futama, amelyet 2023. április 28. és április 30. között rendeztek meg a Baku City Circuit utcai versenypályán, Bakuban.

## Választható keverékek
| Abroncs              | Friss | Használt |
| -------------------- | ----- | -------- |
| Kemény keverék (C3)  |       |          |
| Közepes keverék (C4) |       |          |
| Lágy keverék (C5)    |       |          |
| Átmeneti esőgumi (I) |       |          |
| Teljes esőgumi (W)   |       |          |

## Szabadedzés
Az azeri nagydíj szabadedzését április 28-án, pénteken délelőtt tartották, magyar idő szerint 11:30-tól.
| helyezés | versenyző        | csapat/motor          | elért idő | különbség | futott kör |
| -------- | ---------------- | --------------------- | --------- | --------- | ---------- |
| 1        | Max Verstappen   | Red Bull-Honda RBPT   | 1:42,315  | −         | 22         |
| 2        | Charles Leclerc  | Ferrari               | 1:42,352  | +0,137    | 21         |
| 3        | Sergio Pérez     | Red Bull-Honda RBPT   | 1:42,454  | +0,139    | 22         |
| 4        | Carlos Sainz Jr. | Ferrari               | 1:42,899  | +0,584    | 23         |
| 5        | Lando Norris     | McLaren-Mercedes      | 1:43,125  | +0,810    | 22         |
| 6        | Nyck de Vries    | AlphaTauri-Honda RBPT | 1:43,414  | +1,099    | 24         |
| 7        | Lance Stroll     | Aston Martin-Mercedes | 1:43,455  | +1,140    | 23         |
| 8        | Fernando Alonso  | Aston Martin-Mercedes | 1:43,560  | +1,245    | 20         |
| 9        | Alexander Albon  | Williams-Mercedes     | 1:43,628  | +1,313    | 25         |
| 10       | Csou Kuan-jü     | Alfa Romeo-Ferrari    | 1:43,748  | +1,433    | 23         |
| 11       | Lewis Hamilton   | Mercedes              | 1:43,798  | +1,483    | 21         |
| 12       | Oscar Piastri    | McLaren-Mercedes      | 1:43,980  | +1,665    | 23         |
| 13       | Valtteri Bottas  | Alfa Romeo-Ferrari    | 1:44,010  | +1,695    | 23         |
| 14       | Cunoda Júki      | AlphaTauri-Honda RBPT | 1:44,137  | +1,822    | 18         |
| 15       | Nico Hülkenberg  | Haas-Ferrari          | 1:44,323  | +2,008    | 21         |
| 16       | Logan Sargeant   | Williams-Mercedes     | 1:44,900  | +2,585    | 16         |
| 17       | George Russell   | Mercedes              | 1:45,082  | +2,767    | 20         |
| 18       | Esteban Ocon     | Alpine-Renault        | 1:45,955  | +3,640    | 8          |
| 19       | Pierre Gasly     | Alpine-Renault        | 1:46,321  | +4,006    | 7          |
| 20       | Kevin Magnussen  | Haas-Ferrari          | 1:47,498  | +5,183    | 8          |

## Időmérő edzés
Az azeri időmérő edzését április 28-án, pénteken délután tartották, magyar idő szerint 15:00-tól.
| helyezés              | rajtszám | versenyző        | csapat/motor          | 1. rész  | 2. rész  | 3. rész     | rajthely   | futott kör |
| --------------------- | -------- | ---------------- | --------------------- | -------- | -------- | ----------- | ---------- | ---------- |
| 1                     | 16       | Charles Leclerc  | Ferrari               | 1:41,269 | 1:41,037 | 1:40,203    | 1          | 21         |
| 2                     | 1        | Max Verstappen   | Red Bull-Honda RBPT   | 1:41,398 | 1:40,822 | 1:40,391    | 2          | 20         |
| 3                     | 11       | Sergio Pérez     | Red Bull-Honda RBPT   | 1:41,756 | 1:41,131 | 1:40,495    | 3          | 21         |
| 4                     | 55       | Carlos Sainz Jr. | Ferrari               | 1:42,197 | 1:41,369 | 1:41,016    | 4          | 24         |
| 5                     | 44       | Lewis Hamilton   | Mercedes              | 1:42,113 | 1:41,650 | 1:41,177    | 5          | 24         |
| 6                     | 14       | Fernando Alonso  | Aston Martin-Mercedes | 1:41,720 | 1:41,370 | 1:41,253    | 6          | 23         |
| 7                     | 4        | Lando Norris     | McLaren-Mercedes      | 1:42,154 | 1:41,485 | 1:41,281    | 7          | 20         |
| 8                     | 22       | Cunoda Júki      | AlphaTauri-Honda RBPT | 1:42,234 | 1:41,569 | 1:41,581    | 8          | 23         |
| 9                     | 18       | Lance Stroll     | Aston Martin-Mercedes | 1:42,524 | 1:41,576 | 1:41,611[a] | 9          | 23         |
| 10                    | 81       | Oscar Piastri    | McLaren-Mercedes      | 1:42,455 | 1:41,636 | 1:41,611[a] | 10         | 24         |
| 11                    | 63       | George Russell   | Mercedes              | 1:42,073 | 1:41,654 |             | 11         | 18         |
| 12                    | 31       | Esteban Ocon     | Alpine-Renault        | 1:42,622 | 1:41,798 |             | boxutca[b] | 19         |
| 13                    | 23       | Alexander Albon  | Williams-Mercedes     | 1:42,171 | 1:41,818 |             | 12         | 19         |
| 14                    | 77       | Valtteri Bottas  | Alfa Romeo-Ferrari    | 1:42,582 | 1:42,259 |             | 13         | 19         |
| 15                    | 2        | Logan Sargeant   | Williams-Mercedes     | 1:42,242 | 1:42,395 |             | 14         | 19         |
| 16                    | 24       | Csou Kuan-jü     | Alfa Romeo-Ferrari    | 1:42,642 |          |             | 15         | 11         |
| 17                    | 27       | Nico Hülkenberg  | Haas-Ferrari          | 1:42,755 |          |             | boxutca[c] | 10         |
| 18                    | 20       | Kevin Magnussen  | Haas-Ferrari          | 1:43,417 |          |             | 16         | 9          |
| 19                    | 10       | Pierre Gasly     | Alpine-Renault        | 1:44,853 |          |             | 17         | 6          |
| 107%-os idő: 1:48,357 |          |                  |                       |          |          |             |            |            |
| NK                    | 21       | Nyck de Vries    | AlphaTauri-Honda RBPT | 1:55,282 |          |             | 18[d]      | 3          |

Megjegyzések:
- ↑ a:  — Lance Stroll és Oscar Piastri azonos időt ért el a Q3-ban, de mivel Stroll előbb érte el az idejét, így ő indult a 9. helyről.
- ↑ b:  — Esteban Ocon eredetileg a 12. helyről kezdte volna a sprintfutamot, de mivel csapata beállításmódosításokat hajtott végbe a parc fermé ideje alatt, ezért a boxutcából kellett rajtolnia.[3]
- ↑ b:  — Nico Hülkenberg eredetileg a 17. helyről kezdte volna a futamot, de mivel csapata a hátsó felfüggesztésének beállításain módosított a parc fermé ideje alatt, ezért a boxutcából kellett rajtolnia.[4]
- ↑ c:  — Nyck de Vries nem érte el a 107%-os időlimitet, de végül rajtengedélyt kapott a stewardoktól.

## Sprint szétlövés
Az azeri sprint szétlövést, azaz a sprint verseny időmérő edzését április 29-én, szombaton délelőtt tartották, magyar idő szerint 10:30-tól.
| helyezés | rajtszám | versenyző        | csapat/motor          | 1. rész  | 2. rész    | 3. rész    | rajthely   | futott kör |
| -------- | -------- | ---------------- | --------------------- | -------- | ---------- | ---------- | ---------- | ---------- |
| 1        | 16       | Charles Leclerc  | Ferrari               | 1:42,820 | 1:42,500   | 1:41,697   | 1          | 14         |
| 2        | 11       | Sergio Pérez     | Red Bull-Honda RBPT   | 1:43,858 | 1:42,925   | 1:41,844   | 2          | 15         |
| 3        | 1        | Max Verstappen   | Red Bull-Honda RBPT   | 1:43,288 | 1:42,417   | 1:41,987   | 3          | 13         |
| 4        | 63       | George Russell   | Mercedes              | 1:43,763 | 1:43,112   | 1:42,252   | 4          | 18         |
| 5        | 55       | Carlos Sainz Jr. | Ferrari               | 1:43,622 | 1:42,909   | 1:42,287   | 5          | 15         |
| 6        | 44       | Lewis Hamilton   | Mercedes              | 1:43,561 | 1:43,061   | 1:42,502   | 6          | 17         |
| 7        | 23       | Alexander Albon  | Williams-Mercedes     | 1:43,987 | 1:43,376   | 1:42,846   | 7          | 17         |
| 8        | 14       | Fernando Alonso  | Aston Martin-Mercedes | 1:43,789 | 1:42,976   | 1:43,010   | 8          | 16         |
| 9        | 18       | Lance Stroll     | Aston Martin-Mercedes | 1:43,879 | 1:43,375   | 1:43,064   | 9          | 17         |
| 10       | 4        | Lando Norris     | McLaren-Mercedes      | 1:43,938 | 1:43,395   | idő nélkül | 10         | 12         |
| 11       | 81       | Oscar Piastri    | McLaren-Mercedes      | 1:44,179 | 1:43,427   |            | 11         | 12         |
| 12       | 27       | Nico Hülkenberg  | Haas-Ferrari          | 1:44,843 | 1:43,806   |            | 12         | 12         |
| 13       | 31       | Esteban Ocon     | Alpine-Renault        | 1:44,433 | 1:44,088   |            | boxutca[a] | 11         |
| 14       | 20       | Kevin Magnussen  | Haas-Ferrari          | 1:44,101 | 1:44,332   |            | 13         | 11         |
| 15       | 2        | Logan Sargeant   | Williams-Mercedes     | 1:44,042 | idő nélkül |            | –[b]       | 6          |
| 16       | 24       | Csou Kuan-jü     | Alfa Romeo-Ferrari    | 1:45,177 |            |            | 14         | 6          |
| 17       | 77       | Valtteri Bottas  | Alfa Romeo-Ferrari    | 1:45,352 |            |            | 15         | 6          |
| 18       | 22       | Cunoda Júki      | AlphaTauri-Honda RBPT | 1:45.436 |            |            | 16         | 6          |
| 19       | 10       | Pierre Gasly     | Alpine-Renault        | 1:46,951 |            |            | 17         | 3          |
| 20       | 21       | Nyck de Vries    | AlphaTauri-Honda RBPT | 1:48,180 |            |            | 18         | 6          |

Megjegyzések:
- ↑ a:  — Esteban Ocon eredetileg a 13. helyről kezdte volna a sprintfutamot, de mivel csapata beállításmódosításokat hajtott végbe a parc fermé ideje alatt, ezért a boxutcából kellett rajtolnia.[3]
- ↑ b:  — Logan Sargeant a sprint szétlövésen összetörte az autóját, amit nem tudtak a sprintfutamra megjavítani, ezért nem vett részt a versenyen.[5] A mögötte lévő versenyzők egy hellyel előrébb kerültek a rajtrácson.

## Sprintfutam
Az azeri sprintfutamot április 29-én, szombaton délután tartották, magyar idő szerint 15:30-kor.
| helyezés | rajtszám | versenyző        | csapat/motor          | futott kör | idő/kiesés oka | rajthely | pont |
| -------- | -------- | ---------------- | --------------------- | ---------- | -------------- | -------- | ---- |
| 1        | 11       | Sergio Pérez     | Red Bull-Honda RBPT   | 17         | 33:17,667      | 2        | 8    |
| 2        | 16       | Charles Leclerc  | Ferrari               | 17         | +4,463         | 1        | 7    |
| 3        | 1        | Max Verstappen   | Red Bull-Honda RBPT   | 17         | +5,065         | 3        | 6    |
| 4        | 63       | George Russell   | Mercedes              | 17         | +8,532         | 4        | 5    |
| 5        | 55       | Carlos Sainz Jr. | Ferrari               | 17         | +10,388        | 5        | 4    |
| 6        | 14       | Fernando Alonso  | Aston Martin-Mercedes | 17         | +11,613        | 8        | 3    |
| 7        | 44       | Lewis Hamilton   | Mercedes              | 17         | +16,503        | 6        | 2    |
| 8        | 18       | Lance Stroll     | Aston Martin-Mercedes | 17         | +18,417        | 9        | 1    |
| 9        | 23       | Alexander Albon  | Williams-Mercedes     | 17         | +21,757        | 7        |      |
| 10       | 81       | Oscar Piastri    | McLaren-Mercedes      | 17         | +22,851        | 11       |      |
| 11       | 20       | Kevin Magnussen  | Haas-Ferrari          | 17         | +27,990        | 13       |      |
| 12       | 24       | Csou Kuan-jü     | Alfa Romeo-Ferrari    | 17         | +34,602        | 14       |      |
| 13       | 10       | Pierre Gasly     | Alpine-Renault        | 17         | +36,918        | 17       |      |
| 14       | 21       | Nyck de Vries    | AlphaTauri-Honda RBPT | 17         | +41,626        | 18       |      |
| 15       | 27       | Nico Hülkenberg  | Haas-Ferrari          | 17         | +48,587        | 12       |      |
| 16       | 77       | Valtteri Bottas  | Alfa Romeo-Ferrari    | 17         | +49,917        | 15       |      |
| 17       | 4        | Lando Norris     | McLaren-Mercedes      | 17         | +51,104        | 10       |      |
| 18       | 31       | Esteban Ocon     | Alpine-Renault        | 17         | +1:00,621      | boxutca  |      |
| Ki       | 22       | Cunoda Júki      | AlphaTauri-Honda RBPT | 2          | ütközés        | 16       |      |
| Ni       | 2        | Logan Sargeant   | Williams-Mercedes     | 0          | baleset        | –[a]     |      |

- ↑ a:  — Logan Sargeant nem indult el a versenyen, miután az autóját nem tudták megjavítani a sprint szétlövésen történt ütközése véget.[5]

## Futam
Az azeri nagydíj futamát április 30-án, vasárnap délután tartották, magyar idő szerint 13:00-kor..
| helyezés | rajtszám | versenyző        | csapat/motor          | futott kör | idő/kiesés oka | rajthely | pont |
| -------- | -------- | ---------------- | --------------------- | ---------- | -------------- | -------- | ---- |
| 1        | 11       | Sergio Pérez     | Red Bull-Honda RBPT   | 51         | 1:32:42,436    | 3        | 25   |
| 2        | 1        | Max Verstappen   | Red Bull-Honda RBPT   | 51         | +2,137         | 2        | 18   |
| 3        | 16       | Charles Leclerc  | Ferrari               | 51         | +21,217        | 1        | 15   |
| 4        | 14       | Fernando Alonso  | Aston Martin-Mercedes | 51         | +22,024        | 6        | 12   |
| 5        | 55       | Carlos Sainz Jr. | Ferrari               | 51         | +45,491        | 4        | 10   |
| 6        | 44       | Lewis Hamilton   | Mercedes              | 51         | +46,145        | 5        | 8    |
| 7        | 18       | Lance Stroll     | Aston Martin-Mercedes | 51         | +51,617        | 9        | 6    |
| 8        | 63       | George Russell   | Mercedes              | 51         | +1:14,240      | 11       | 5[a] |
| 9        | 4        | Lando Norris     | McLaren-Mercedes      | 51         | +1:30,376      | 7        | 2    |
| 10       | 22       | Cunoda Júki      | AlphaTauri-Honda RBPT | 51         | +1:23,862      | 8        | 1    |
| 11       | 81       | Oscar Piastri    | McLaren-Mercedes      | 51         | +1:26,501      | 10       |      |
| 12       | 23       | Alexander Albon  | Williams-Mercedes     | 51         | +1:28,623      | 12       |      |
| 13       | 20       | Kevin Magnussen  | Haas-Ferrari          | 51         | +1:29,729      | 16       |      |
| 14       | 10       | Pierre Gasly     | Alpine-Renault        | 51         | +1:31,332      | 17       |      |
| 15       | 31       | Esteban Ocon     | Alpine-Renault        | 51         | +1:37,794      | boxutca  |      |
| 16       | 2        | Logan Sargeant   | Williams-Mercedes     | 51         | +1:40,943      | 14       |      |
| 17       | 27       | Nico Hülkenberg  | Haas-Ferrari          | 50         | +1 kör         | boxutca  |      |
| 18       | 77       | Valtteri Bottas  | Alfa Romeo-Ferrari    | 50         | +1 kör         | 13       |      |
| Ki       | 24       | Csou Kuan-jü     | Alfa Romeo-Ferrari    | 36         | erőforrás      | 15       |      |
| Ki       | 21       | Nyck de Vries    | AlphaTauri-Honda RBPT | 9          | baleset        | 18       |      |

Megjegyzések:
- ↑ a:  George Russell a helyezéséért járó pontok mellett a versenyben futott leggyorsabb körért további 1 pontot szerzett.

## A világbajnokság állása a verseny után
| H   | Versenyzők       | Pont | H   | Konstruktőrök         | Pont |
| --- | ---------------- | ---- | --- | --------------------- | ---- |
| 1.  | Max Verstappen   | 93   | 1.  | Red Bull-Honda RBPT   | 180  |
| 2.  | Sergio Pérez     | 87   | 2.  | Aston Martin-Mercedes | 87   |
| 3.  | Fernando Alonso  | 60   | 3.  | Mercedes              | 76   |
| 4.  | Lewis Hamilton   | 48   | 4.  | Ferrari               | 62   |
| 5.  | Carlos Sainz Jr. | 34   | 5.  | McLaren-Mercedes      | 14   |
| 6.  | Charles Leclerc  | 28   | 6.  | Alpine-Renault        | 8    |
| 7.  | George Russell   | 28   | 7.  | Haas-Ferrari          | 7    |
| 8.  | Lance Stroll     | 27   | 8.  | Alfa Romeo-Ferrari    | 6    |
| 9.  | Lando Norris     | 10   | 9.  | AlphaTauri-Honda RBPT | 2    |
| 10. | Nico Hülkenberg  | 6    | 10. | Williams-Mercedes     | 1    |

(A teljes táblázat)

## Statisztikák
- Vezető helyen:
  - Charles Leclerc: 2 kör (1–2.)
  - Max Verstappen: 7 kör (3–9.)
  - Sergio Pérez: 42 kör (10–51.)
- Charles Leclerc 19. pole-pozíciója.
- Sergio Pérez 6. futamgyőzelme.
- George Russell 5. versenyben futott leggyorsabb köre.
- A Red Bull Racing 96. futamgyőzelme.
- Sergio Pérez 30., Max Verstappen 81., Charles Leclerc 25. dobogós helyezése.
- A Mercedes, mint motorszállító 200. leggyorsabb köre.